# 7-ELEVEN之戀
《7-ELEVEN之戀》為蔡智恆所著之小說，台灣於1997年在網路上發表，1999年出版；中國大陸書名改《雨衣》於2000年出版。後又被翻拍成電影，於2002年上映。

其中收錄八個主題，九個故事，其中一個主題即為書名<7-ELEVEN之戀>，其餘為<4：55>、<雨衣>、<洛神紅茶>、<綠島小夜曲>、<水中的孤墳>、<阿妹>、<圍巾>。

作者蔡智恆表示：雖然7-ELEVEN之戀的出版日期較第一次的親密接觸晚，但是其中的7-ELEVEN之戀與圍巾確實比第一次的親密接觸還要早完成。

## 內容

### 7-ELEVEN之戀
一個主題兩個故事，分別從男生與女生的角度，描寫7-11工讀生和學生之間青澀愛的情愫。

### 4：55
原為溫拿樂隊的一首英文歌歌名。

描寫男主角在4：55分的莒光火車上和女主角邂逅的故事。

### 雨衣
整本7-ELEVEN之戀當中最長的小說。

內容講述女主角家鄉有男生邀女生穿雨衣示愛的習俗；女人若接受男人的愛，就會給女方穿過的雨衣。

倒敘法，描寫沒有結果的異國戀情，愛在他鄉。

### 洛神紅茶
一位忙著準備聯考的高中男生與房東太太女兒的夏日情懷。

其中洛神紅茶本是男主角K書的習慣。

### 綠島小夜曲
與4：55一樣擁有同名歌曲。

透過歌詞分割故事，內容描寫女主角要出國兩年而不忍心與男主角告別的故事。

### 水中的孤墳
透過信件來寫故事，內容講述一位哥哥對早夭妹妹的思念。

標題指出妹妹的墓因為地層下陷而導致被海水包圍淹沒。

### 阿妹
天才哥哥和笨笨妹妹成長的故事。

### 圍巾
使用女性第一人稱視角來寫的故事，其中有使用到一些金庸筆下的人物。

倒敘法，女主角找到塵封已久的圍巾而憶起與男主角的那段回憶。

## 外部連結
第二本書--<7-ELEVEN>@痞子蔡的BLOG（页面存档备份，存于）